# Надја Дорофјева
Надја Дорофјева (укр. Надія Володимирівна Дорофеєва; Симферопољ, 21. април 1990) украјинска је певачица и дизајнерка.

## Биографија
Надежда се родила 21. априла 1990. у Симферопољу. Већ од детињства је освајала бројне награде на међународним и плесним такмичењима широм Украјине, Бугарске и Мађарске. Била је финалисткиња телепројекта Шанса из 2005. године. Студирала је на Московском државном универзитету културе и уметности.
Од 2005-2007 била је члан московске групе МЧС. Од 2010, члан је поп дуа Времја и Стекло. У фебруару 2016, лансирала је своју модну линију Its My DoDo. У октобру је дебитовала на филму. Исте године, постаје заштитно лице Мејбилина, а за потребе фотографија, снимало се у Њујорку.
8 јула. 2015, певачица се удала за украјинског певача и телевизијског водитеља Владимира Дантеса.

## Дискографија

### Синглови (као члан групеВремја и Стекло)
- Так выпала Карта (2010)
- Любви Точка Нет (2011)
- Серебряное море (2011)
- Кафель (2011)
- Гармошка (2012)
- Слеза (2012)
- #кАроче (2013)
- Потанцуй со мной (2013)
- Забери (2014)
- Имя 505 (2015)
- Песня 404 (2015)
- Ритм 122 (2015)
- Опасно 220 (2015)
- Навернопотомучто (2016)
- На стиле (2016)

### Синглови (као соло-извођач)
- Абнимос/Досвидос (2016)
- Хай пишуть (2023)